# Tanguy Ndombele
Tanguy Ndombele Alvaro (Longjumeau, 28 december 1996) is een Frans voetballer die doorgaans speelt als middenvelder. In juli 2024 verruilde hij Tottenham Hotspur voor OGC Nice. Ndombele debuteerde in 2018 in het Frans voetbalelftal.

## Clubcarrière
Ndombele speelde in de jeugd van Épinay Sous Sénart, d'Épinay Athletico, Linas-Montlhéry, EA Guingamp en kwam hierop terecht in de opleiding van Amiens. Voor deze club maakte hij zijn professionele debuut in de Ligue 2 op 9 september 2016. Op die dag werd met 3–1 gewonnen van Tours en Ndombele mocht die dag vijf minuten voor het einde van de wedstrijd als invaller binnen de lijnen komen. Door een tweede plaats in de eindrangschikking promoveerde Amiens dat seizoen naar de Ligue 1. Hier speelde hij aan het begin van het seizoen drie wedstrijden, alvorens hij de club verliet.
Olympique Lyon huurde de speler voor één jaar met een optie tot koop, met in totaal een waarde van tien miljoen euro. Met Lyon speelde Ndombele in de UEFA Europa League. Hier kwam hij op 15 februari 2018 tot scoren, toen Villarreal verslagen werd in eigen huis (3–1). Hij opende net na rust de score. Later troffen ook Nabil Fekir en Memphis Depay doel voor Lyon en Pablo Fornals scoorde voor de Spanjaarden. Aan het einde van het seizoen 2017/18 nam Lyon de middenvelder definitief over, voor circa acht miljoen euro. Al in september 2018 werd zijn verbintenis bij Lyon opengebroken en verlengd tot medio 2023.
Na een jaar in vaste dienst bij Lyon werd Ndombele voor een bedrag van circa zestig miljoen euro overgenomen door Tottenham Hotspur, waar hij zijn handtekening zette onder een verbintenis voor de duur van zes jaar. Hiermee werd hij de duurste aankoop in de clubgeschiedenis. Na tweeënhalf seizoen mocht hij tijdelijk vertrekken. In januari 2022 huurde zijn oude club Olympique Lyon hem voor een half seizoen. Na zijn terugkeer werd de middenvelder opnieuw verhuurd, ditmaal aan Napoli.
Voorafgaand aan het seizoen 2023/24 werd Galatasaray de derde club die hem op huurbasis overnam van Tottenham. De Turkse club nam ook Davinson Sánchez over van Tottenham. Aan het einde van het seizoen 2023/24 werd zijn contract bij Tottenham ontbonden. Hierop tekende hij voor twee seizoenen bij OGC Nice. Hier kwam Ndombele weer meer aan spelen toe, tot hij in februari 2025 geblesseerd raakte aan zijn bekken en er daardoor een vroegtijdig einde kwam aan het seizoen.

## Clubstatistieken
| Seizoen | Club              | Competitie     | Competitie | Competitie | Beker | Beker | Internationaal | Internationaal | Totaal | Totaal |
| Seizoen | Club              | Competitie     | Wed.       | Dlp.       | Wed.  | Dlp.  | Wed.           | Dlp.           | Wed.   | Dlp.   |
| ------- | ----------------- | -------------- | ---------- | ---------- | ----- | ----- | -------------- | -------------- | ------ | ------ |
| 2016/17 | Amiens            | Ligue 2        | 30         | 2          | 1     | 0     | —              | —              | 31     | 2      |
| 2017/18 | Amiens            | Ligue 1        | 3          | 0          | 0     | 0     | —              | —              | 3      | 0      |
| 2017/18 | → Olympique Lyon  | Ligue 1        | 32         | 0          | 5     | 0     | 10             | 1              | 47     | 1      |
| 2018/19 | Olympique Lyon    | Ligue 1        | 34         | 1          | 7     | 0     | 8              | 2              | 49     | 3      |
| 2019/20 | Tottenham Hotspur | Premier League | 21         | 2          | 2     | 0     | 6              | 0              | 29     | 2      |
| 2020/21 | Tottenham Hotspur | Premier League | 33         | 3          | 4     | 2     | 9              | 1              | 46     | 6      |
| 2021/22 | Tottenham Hotspur | Premier League | 9          | 1          | 4     | 1     | 3              | 0              | 16     | 2      |
| 2021/22 | → Olympique Lyon  | Ligue 1        | 11         | 0          | 0     | 0     | 4              | 1              | 15     | 1      |
| 2022/23 | → Napoli          | Serie A        | 30         | 1          | 1     | 0     | 9              | 1              | 40     | 2      |
| 2023/24 | → Galatasaray     | Süper Lig      | 19         | 0          | 2     | 0     | 5              | 0              | 26     | 0      |
| 2024/25 | OGC Nice          | Ligue 1        | 18         | 1          | 2     | 1     | 5              | 0              | 25     | 2      |
| Totaal  | Totaal            | Totaal         | 240        | 11         | 28    | 4     | 59             | 6              | 327    | 21     |

Bijgewerkt op 20 juni 2025.

## Erelijst
| Competitie  |        |         |        |        |
| Competitie  | Aantal | Jaren   |        |        |
| Napoli      | Napoli | Napoli  | Napoli | Napoli |
| ----------- | ------ | ------- | ------ | ------ |
| Serie A     | 1      | 2022/23 |        |        |
| Galatasaray |        |         |        |        |
| Süper Lig   | 1      | 2023/24 |        |        |
| Süper Kupa  | 1      | 2023    |        |        |